# Eliminatórias da Copa do Mundo FIFA de 2022 – OFC
A zona oceânica das Eliminatórias da Copa do Mundo FIFA de 2022 foi disputada entre 17 e 30 de março de 2022. É a única zona das eliminatórias que não tem vaga direta para a Copa do Mundo FIFA de 2022, apenas uma vaga para a repescagem.

## Formato
Em novembro de 2021, a OFC confirmou o formato das eliminatórias em resposta à Pandemia de COVID-19. A fase de qualificação foi disputada em uma partida única entre as duas nações da OFC participantes com classificação mais baixa no Ranking Mundial da FIFA. O vencedor desta fase avançou para a fase de grupos. 
A fase de grupos foi disputada por oito equipes, sendo uma delas a vencedora da partida da fase de qualificação e as outras sete nações mais bem colocadas. As seleções foram divididas em dois grupos de quatro, com cada equipe jogando um única vez contra cada uma das demais equipes do grupo. O vencedor e o segundo colocado de cada grupo se classificaram para a semifinal da fase final, que foi disputada em jogo único. Os dois vencedores das semifinais avançaram para a final, que também foi disputada em jogo único. O vencedor do torneio avançou para a repescagem.

## Participantes
Nove seleções da OFC afiliadas à FIFA participaram da qualificação. Samoa Americana e Samoa anunciaram a desistência das eliminatórias em 29 de novembro de 2021. Tonga também desistiu de disputar as eliminatórias no dia 29 de janeiro de 2022 devido a Erupção e tsunami do Hunga Tonga em 2022.
| Participarão das eliminatórias | Desistiram                                          |
| --- | --------------------------------------------------- |
| 1. Nova Zelândia (110) 2. Ilhas Salomão (141) 3. Nova Caledônia (153) 4. Taiti (159) 5. Fiji (161) 6. Vanuatu (163) 7. Papua-Nova Guiné (164) 8. Ilhas Cook (NR) | - Samoa Americana (190) - Samoa (193) - Tonga (199) |

## Calendário
A qualificação estava prevista para começar em setembro de 2020. No entanto, a janela internacional da FIFA naquele mês para a OFC foi adiada em junho devido à pandemia de COVID-19.
Em 25 de junho de 2020, a FIFA anunciou que a repescagem entre confederações, originalmente programados para serem disputados em março de 2022, foram transferidos para junho de 2022.
Em março de 2021, a confederação anunciou que esse prazo também não seria alcançável, mas uma opção potencial seria organizar uma competição em janeiro de 2022, mantendo as datas do Calendário de Jogos Internacionais da FIFA em março disponíveis para jogos de preparação antes da repescagem em junho. Fiji e Nova Caledônia foram propostas como locais possíveis.
Em setembro, os contínuos atrasos significaram que a OFC sentiu que "não era possível neste momento organizar uma competição de qualificação na região da Oceania" e, como alternativa, solicitaria a aprovação da FIFA para a qualificação ser realizada no Catar em março de 2022. O que foi confirmado pela FIFA em 29 de novembro de 2021.

## Partida de qualificação
Uma partida de qualificação seria realizada entre as duas equipes com classificação mais baixa (Tonga e Ilhas Cook) para determinar a oitava equipe a competir na fase de grupos. A partida foi cancelada após Tonga desistir das eliminatórias e as Ilhas Cook avançaram para a fase de grupos. 
| Equipe 1 | Resultado | Equipe 2   |
| -------- | --------- | ---------- |
| Tonga    | Cancelado | Ilhas Cook |

| 13 de março de 2022 | Tonga | Cancelado        | Ilhas Cook | Estádio Al-Arabi, Doha |
| 20:00 (UTC+3)       |       | Relatório (FIFA) |            |                        |

## Fase de grupos
As sete equipes mais bem colocadas no ranking da OFC entrarão no torneio na fase de grupos, junto ao vencedor da partida de qualificação. As equipes serão divididas em 2 grupos com cada grupo 4 seleções. Cada equipe jogará uma única vez contra as demais equipes do seu grupo. Os dois melhores colocados de cada grupo avançarão para a as semifinais da fase final.

### Sorteio
O sorteio da fase de grupos foi realizado em Zurique, na Suíça, no dia 29 de novembro de 2021, às 21:00 (CET). No momento do sorteio, ainda não se conhecia a equipe vencedora da partida de qualificação. O sorteio começou com o pote 2 e terminou com o pote 1, com as equipes sendo sorteadas, primeiramente, para o grupo A e depois para o grupo B da seguinte forma: as duas primeiras equipes sorteadas no pote 2 foram alocadas nas posições 4, em seguida, as duas outras equipes foram alocadas nas posições 3. Por fim, as duas equipes do pote 1, sem serem as mais bem colocadas, foram alocadas nas posições 2. Após isso, as duas equipes mais bem colocadas, Nova Zelândia e Ilhas Salomão, foram alocadas, respectivamente, nas posições B1 e A1, não podendo, assim, ficar no mesmo grupo.
| Pote 1                                                                               | Pote 2                                                                             |
| ------------------------------------------------------------------------------------ | ---------------------------------------------------------------------------------- |
| 1. Nova Zelândia (110) 2. Ilhas Salomão (141) 3. Nova Caledônia (153) 4. Taiti (159) | 1. Fiji (161) 2. Vanuatu (163) 3. Papua-Nova Guiné (164) 4. Tonga ou Ilhas Cook[A] |

- A: ^  No momento do sorteio, estava marcado para Ilhas Cook e Tonga disputarem uma partida de qualificação. No dia 29 de janeiro de 2022, Tonga desistiu de participar das eliminatórias e as Ilhas Cook avançaram para a fase de grupos.

### Grupos
| Legenda                        |
| Classificado para a fase final |
| Eliminado                      |
| Desistiu                       |

#### Grupo A
| Pos | Equipe        | Pts | J | V | E | D | GP | GC | SG | Classificado             |  | SOL | TAH   | VAN   | COK   |
| --- | ------------- | --- | - | - | - | - | -- | -- | -- | ------------------------ |  | --- | ----- | ----- | ----- |
| 1   | Ilhas Salomão | 3   | 1 | 1 | 0 | 0 | 3  | 1  | +2 | Avança para a fase final |  | —   | 3–1   | Canc. | –     |
| 2   | Taiti         | 0   | 1 | 0 | 0 | 1 | 1  | 3  | −2 | Avança para a fase final |  | –   | —     | Canc. | –     |
| 3   | Vanuatu       | 0   | 0 | 0 | 0 | 0 | 0  | 0  | 0  | Retirou-se               |  | –   | –     | —     | Canc. |
| 4   | Ilhas Cook    | 0   | 0 | 0 | 0 | 0 | 0  | 0  | 0  | Retirou-se               |  | 0–2 | Canc. | –     | —     |

1. 1 2  Vanuatu desistiu devido a um surto de COVID-19 em seu time..[18]
2. ↑  A partida Tahiti x Vanuatu foi cancelada devido a um surto de COVID-19 no time de Vanuatu..[19]
3. ↑  Devido à desistência das Ilhas Cook, o resultado da partida Ilhas Cook x Ilhas Salomão foi excluído da classificação do grupo.[20]
4. ↑  A partida Ilhas Cook x Tahiti foi cancelada devido a um surto de COVID-19 no time das Ilhas Cook.[21]

| 17 de março de 2022 | Ilhas Cook | (Anulado) 0 – 2                  | Ilhas Salomão        | Estádio Al-Arabi, Doha        |
| 17:00 (UTC+3)       |            | Relatório (FIFA) Relatório (OFC) | Kaua 20' · Hou 45+1' | Árbitro: PNG David Yareboinen |

| 17 de março de 2022 | Taiti | Cancelado                        | Vanuatu | Estádio Al-Arabi, Doha      |
| 20:00 (UTC+3)       |       | Relatório (FIFA) Relatório (OFC) |         | Árbitro: NZL Matthew Conger |

| 20 de março de 2022 | Ilhas Cook | Cancelado                        | Taiti | Estádio Al-Arabi, Doha      |
| 17:00 (UTC+3)       |            | Relatório (FIFA) Relatório (OFC) |       | Árbitro: NCL Médéric Lacour |

| 20 de março de 2022 | Ilhas Salomão | Cancelado                        | Vanuatu | Estádio Al-Arabi, Doha           |
| 20:00 (UTC+3)       |               | Relatório (FIFA) Relatório (OFC) |         | Árbitro: NZL Campbell-Kirk Waugh |

| 24 de março de 2022 | Vanuatu | Cancelado                        | Ilhas Cook | Estádio Qatar SC, Doha |
| 17:00 (UTC+3)       |         | Relatório (FIFA) Relatório (OFC) |            |                        |

| 24 de março de 2022 | Ilhas Salomão         | 3 – 1                            | Taiti        | Estádio Al-Arabi, Doha      |
| 17:00 (UTC+3)       | Lea'i 20', 52', 90+6' | Relatório (FIFA) Relatório (OFC) | A. Tehau 26' | Árbitro: NZL Matthew Conger |

#### Grupo B
| Pos | Equipe           | Pts | J | V | E | D | GP | GC | SG  | Classificado             |  | NZL | PNG | FIJ | NCL |
| --- | ---------------- | --- | - | - | - | - | -- | -- | --- | ------------------------ |  | --- | --- | --- | --- |
| 1   | Nova Zelândia    | 9   | 3 | 3 | 0 | 0 | 12 | 1  | +11 | Avança para a fase final |  | —   | –   | 4–0 | 7–1 |
| 2   | Papua-Nova Guiné | 6   | 3 | 2 | 0 | 1 | 3  | 2  | +1  | Avança para a fase final |  | 0–1 | —   | –   | 1–0 |
| 3   | Fiji             | 3   | 3 | 1 | 0 | 2 | 3  | 7  | −4  | Eliminados               |  | –   | 1–2 | —   | –   |
| 4   | Nova Caledônia   | 0   | 3 | 0 | 0 | 3 | 2  | 10 | −8  | Eliminados               |  | –   | –   | 1–2 | —   |

| 18 de março de 2022 | Papua-Nova Guiné | 0 – 1                            | Nova Zelândia | Estádio Al-Arabi, Doha     |
| 17:00 (UTC+3)       |                  | Relatório (FIFA) Relatório (OFC) | Waine 75'     | Árbitro: QAT Saoud Al-Adba |

| 18 de março de 2022 | Nova Caledônia | 1 – 2                            | Fiji             | Estádio Al-Arabi, Doha            |
| 20:00 (UTC+3)       | Wetria 78'     | Relatório (FIFA) Relatório (OFC) | Nalaubu 11', 89' | Árbitro: QAT Mohammed Al-Shammari |

| 21 de março de 2022 | Nova Zelândia                          | 4 – 0                            | Fiji | Estádio Al-Arabi, Doha     |
| 17:00 (UTC+3)       | Wood 45', 73' · Just 71' · Lewis 90+3' | Relatório (FIFA) Relatório (OFC) |      | Árbitro: QAT Salman Falahi |

| 21 de março de 2022 | Papua-Nova Guiné | 1 – 0                            | Nova Caledônia | Estádio Al-Arabi, Doha   |
| 20:00 (UTC+3)       | Semmy 8'         | Relatório (FIFA) Relatório (OFC) |                | Árbitro: VAN Joel Hopken |

| 24 de março de 2022 | Nova Zelândia                                                               | 7 – 1                            | Nova Caledônia | Estádio Qatar SC, Doha   |
| 20:00 (UTC+3)       | Greive 8', 45+2' · Rogerson 36' · de Jong 75' · Tuiloma 81' · Wood 83', 89' | Relatório (FIFA) Relatório (OFC) | Saïko 12'      | Árbitro: VAN Joel Hopken |

| 24 de março de 2022 | Fiji            | 1 – 2                            | Papua-Nova Guiné       | Estádio Al-Arabi, Doha           |
| 20:00 (UTC+3)       | Waranaivalu 12' | Relatório (FIFA) Relatório (OFC) | Kepo 45+2' · Semmy 63' | Árbitro: QAT Abdulhadi Al-Ruaile |

## Fase final
Caso ao fim do tempo regulamentar de alguma das partidas, esta esteja empatada, será disputada uma prorrogação com dois tempos de 15 minutos. Se após a prorrogação persistir o empate, a partida será decidida nos pênaltis.
|  |                                |                                |                                |                        |   |                           |                           |                           |
|  | Semifinais 27 de março de 2022 | Semifinais 27 de março de 2022 | Semifinais 27 de março de 2022 |                        |   | Final 30 de março de 2022 | Final 30 de março de 2022 | Final 30 de março de 2022 |
|  | Semifinais 27 de março de 2022 | Semifinais 27 de março de 2022 | Semifinais 27 de março de 2022 |                        |   | Final 30 de março de 2022 | Final 30 de março de 2022 | Final 30 de março de 2022 |
|  | Estádio Al-Arabi, Doha         |                                |                                |                        |   |                           |                           |                           |
|  |                                |                                |                                |                        |   |                           |                           |                           |
|  | 1A                             | Ilhas Salomão                  | 3                              |                        |   |                           |                           |                           |
|  | 1A                             | Ilhas Salomão                  | 3                              | Estádio Al-Arabi, Doha |   |                           |                           |                           |
|  | 2B                             | Papua-Nova Guiné               | 2                              |                        |   |                           |                           |                           |
|  | 2B                             | Papua-Nova Guiné               | 2                              |                        |   | 1A                        | Ilhas Salomão             | 0                         |
|  | Estádio Al-Arabi, Doha         |                                |                                |                        |   | 1A                        | Ilhas Salomão             | 0                         |
|  |                                |                                | 1B                             | Nova Zelândia          | 5 |                           |                           |                           |
|  | 1B                             | Nova Zelândia                  | 1B                             | Nova Zelândia          | 5 | 1                         |                           |                           |
|  | 1B                             | Nova Zelândia                  |                                |                        |   |                           |                           |                           |
|  | 2A                             | Taiti                          | 0                              |                        |   |                           |                           |                           |
|  | 2A                             | Taiti                          | 0                              |                        |   |                           |                           |                           |

### Semifinal
| 27 de março de 2022 | Ilhas Salomão            | 3 – 2                            | Papua-Nova Guiné        | Estádio Al-Arabi, Doha                       |
| 17:00 (UTC+3)       | Hou 33', 66' · Lea'i 71' | Relatório (FIFA) Relatório (OFC) | Komolong 24' · Kepo 88' | Árbitro: UAE Mohammed Abdulla Hassan Mohamed |

| 27 de março de 2022 | Nova Zelândia | 1 – 0                            | Taiti | Estádio Al-Arabi, Doha             |
| 20:30 (UTC+3)       | Cacace 71'    | Relatório (FIFA) Relatório (OFC) |       | Árbitro: QAT Abdulrahman Al-Jassim |

### Final
O vencedor da final avançará para a Repescagem intercontinental.
| 30 de março de 2022 | Ilhas Salomão | 0 – 5                            | Nova Zelândia                                          | Estádio Qatar SC, Doha       |
| 20:00 (UTC+3)       |               | Relatório (FIFA) Relatório (OFC) | Tuiloma 23', 70' · Wood 39' · Bell 49' · Garbett 90+1' | Árbitro: BHR Nawaf Shukralla |

## Repescagem intercontinental
As partidas da Repescagem intercontinental foram definidas em um sorteio realizado no dia 26 de novembro de 2021. A equipe campeã na Oceania enfrentará a equipe classificada em quarto lugar nas Eliminatórias da CONCACAF em uma partida única, em campo neutro, no dia 13 ou 14 de junho de 2022. O vencedor se classificará para a Copa do Mundo de 2022.
| Equipe 1   | Resultado | Equipe 2      |
| ---------- | --------- | ------------- |
| Costa Rica | 1–0       | Nova Zelândia |

## Ligações Externas
- Official FIFA World Cup website
  - Qualificatórias - Oceania, FIFA.com